# Алфентаніл
Алфентаніл (англ. Alfentanil, також R-39209, торгові назви «Алфента», «Рапітен» в Австралії) — сильнодіючий, проте короткотривалої дії, синтетичний опіоїдний анальгетик, який застосовується для анестезії в хірургії. Він є структурним аналогом фентанілу, та має приблизно від 1/4 до 1/10 сили дії фентанілу, 1/3 тривалості дії, та початок дії в 4 рази швидше, ніж у фентанілу. Алфентаніл має константу дисоціації приблизно 6,5, що призводить до того, що дуже висока частка препарату не заряджається при фізіологічному рН, і ця характеристика препарату відповідає за його швидкий початок дії. Алфентаніл є агоністом μ-підвидів опіатних рецепторів. Хоча алфентаніл, як правило, спричинює менше серцево-судинних ускладнень, ніж інші подібні препарати, зокрема фентаніл і реміфентаніл, він, як правило, спричинює сильніше пригнічення дихання, тому при його застосуванні необхідний ретельний моніторинг дихання та життєво важливих функцій. Алфентаніл майже виключно використовується анестезіологами в тих випадках, коли потрібен швидкий, швидкий (хоча й не тривалий) контроль болю (наприклад, під час провідникової анестезії), швидкий початок дії і точний контроль дозування.
Алфентаніл уперше синтезований у 1976 році в лабораторії компанії «Janssen Pharmaceutica», у США він включений як препарат списку ІІ згідно з законом про контрольовані речовини.
Побічні ефекти алфентанілу, як і інших аналогів фентанілу, подібні до побічних ефектів самого фентанілу, та включають свербіж, нудоту та потенційно небезпечне для життя пригнічення дихання. Деякі автори оглядів у журналах стверджують, що аналоги фентанілу стали причиною смерті сотень людей по всій Європі та колишніх радянських республіках, після останнього відновлення їх використання в Естонії на початку 2000-х років.